# Janocin (województwo warmińsko-mazurskie)
Janocin – dawna miejscowość w Polsce, położona w województwie warmińsko-mazurskim, w powiecie elbląskim, w gminie Młynary.